# World Qualifying Series 2016
Navigation
Édition précédente Édition suivante
Le World Qualifying Series 2016 est la 27e édition du circuit Qualifying Series de la World Surf League (WSL) qui constitue la ligue d'accès à l'élite mondiale du surf, le World Championship Tour. Il est composé au total de 81 compétitions (masculines et féminines confondues) organisées à travers le globe du 12 janvier au 6 décembre 2016.

## Calendrier des épreuves

### Circuit masculin
| Date                   | Compétition                         | Site                                      | Classe | Vainqueur            |
| ---------------------- | ----------------------------------- | ----------------------------------------- | ------ | -------------------- |
| 12–14 janvier          | Shoe City Pro                       | Huntington Beach, États-Unis              | 1 000  | Patrick Gudauskas    |
| 15–17 janvier          | Carve Pro                           | Maroubra, Australie                       | 1 000  | Nicholas Squiers     |
| 16–25 janvier          | Seat Pro Netanya                    | Netanya, Israël                           | 1 500  | Pedro Henrique       |
| 17–27 janvier          | Sunset Pro                          | Sunset Beach, Hawaï                       | 1 000  | Keoni Yan            |
| 28 janvier–7 février   | Volcom Pipe Pro                     | North Shore d'Oahu, Hawaï                 | 3 000  | Kelly Slater         |
| 29–31 janvier          | Burleigh Pro                        | Burleigh Heads, Australie                 | 1 000  | Ethan Ewing          |
| 1er–4 février          | Telstra Stores Tweed Coast Pro      | Cabarita, Australie                       | 1 000  | Jacob Willcox        |
| 9–12 février           | Central Coast Pro                   | Avoca Beach, Australie                    | 1 000  | Adrian Buchan        |
| 15–18 février          | Komunity Project Great Lakes Pro    | Boomerang Beach, Australie                | 1 000  | Wade Carmichael      |
| 21–28 février          | Maitland & Port Stephens Toyota Pro | Newcastle, Australie                      | 6 000  | Matt Wilkinson       |
| 29 février–6 mars      | Hurley Australian Open              | Sydney, Australie                         | 6 000  | Dion Atkinson        |
| 8–11 mars              | Rangiroa Open Pro                   | Archipel des Tuamotu, Polynésie française | 1 000  | Kai Mana Henry       |
| 10–13 mars             | Ron Jon Vans Pro                    | Cocoa Beach, États-Unis                   | 1 000  | Taylor Clark         |
| 13–18 mars             | Papara Surf Festival                | Papara, Tahiti                            | 1 000  | Dimitri Ouvré        |
| 23–27 mars             | Rip Curl Pro Argentina              | Buenos Aires, Argentine                   | 1 500  | Flávio Nakagima      |
| 31 mars–3 avril        | Pro Zarautz                         | Zarautz, Espagne                          | 1 000  | Jonathan González    |
| 17–24 avril            | Martinique Surf Pro                 | Basse-Pointe, Martinique                  | 3 000  | Frederico Morais     |
| 21–24 avril            | Mentawai Rip Curl Pro               | Îles Mentawai, Indonésie                  | 1 000  | Chris Zaffis         |
| 26 avril–1er mai       | Praia do Forte Pro                  | Praia do Forte, Brésil                    | 1 500  | Bino Lopes           |
| 3–7 mai                | Komune Bali Pro                     | Bali, Indonésie                           | 1 000  | Taj Burrow           |
| 6–8 mai                | Cape Town Pro                       | Le Cap, Afrique du Sud                    | 1 000  | Joaquín del Castillo |
| 14–15 mai              | Vans Surf Pro Classic               | Lamberts Bay, Afrique du Sud              | 1 000  | Beyrick De Vries     |
| 23–30 mai              | Ichinomiya Chiba Open               | Ichinomiya, Japon                         | 6 000  | Evan Geiselman       |
| 26–31 mai              | Local Motion Surf into Summer Pro   | Honolulu, Hawaï                           | 1 000  | Eli Olson            |
| 27 juin–3 juillet      | Ballito Pro                         | Ballito, Afrique du Sud                   | 10 000 | Connor O'Leary       |
| 5–10 juillet           | Pro A Coruña                        | La Corogne, Espagne                       | 1 500  | Jonathan González    |
| 11–18 juillet          | Murasaki Shonan Open                | Fujisawa, Japon                           | 1 500  | Hiroto Arai          |
| 14–17 juillet          | Vans Surf Open Acapulco             | Acapulco, Mexique                         | 1 000  | Rafael Teixeira      |
| 18–23 juillet          | Mauia and Sons Arico Pro Tour       | Arica, Chili                              | 1 500  | William Aliotti      |
| 20–24 juillet          | Yumeya Surfing Games Tahara Pro     | Tahara, Japon                             | 1 000  | Jackson Baker        |
| 20–24 juillet          | Santa Cruz Pro 2016                 | Santa Cruz, Portugal                      | 1 500  | Andy Crière          |
| 25–31 juillet          | Vans US Open of Surfing             | Huntington Beach, États-Unis              | 10 000 | Filipe Toledo        |
| 10–14 août             | Boardmasters Cornwall               | Cornouailles, Angleterre                  | 1 000  | Shane Campbell       |
| 16–21 août             | Médoc Océan Lacanau Pro             | Lacanau, France                           | 1 500  | Joan Duru            |
| 23–28 août             | Vans Pro                            | Virginia Beach, États-Unis                | 3 000  | Evan Geiselman       |
| 24–28 août             | Pro Anglet                          | Anglet, France                            | 1 500  | Wade Carmichael      |
| 30 août–4 septembre    | Pantín Classic Galicia Pro          | Valdoviño, Espagne                        | 6 000  | Kanoa Igarashi       |
| 31 août–4 septembre    | WRV Outer Banks Pro                 | Nags Head, États-Unis                     | 1 000  | Kilian Garland       |
| 6–11 septembre         | Azores Airlines Pro                 | São Miguel, Açores                        | 6 000  | Ian Gouveia          |
| 13–18 septembre        | Quiksilver Pro Casablanca           | Casablanca, Maroc                         | 3 000  | Deivid Silva         |
| 24–29 septembre        | Siargao Cloud 9 Surfing Cup         | Siargao, Philippines                      | 1 500  | Sandon Whittaker     |
| 24 septembre–2 octobre | Cascais Billabong Pro               | Cascais, Portugal                         | 10 000 | Jesse Mendes         |
| 5–9 octobre            | Essential Costa Rica Open           | Esterillos Este, Costa Rica               | 3 000  | Ethan Ewing          |
| 7–10 octobre           | Trump Hyuga Pro                     | Hyūga, Japon                              | 1 000  | Shun Murakami        |
| 27 octobre–9 novembre  | HIC Pro                             | Sunset Beach, Hawaï                       | 3 000  | Mason Ho             |
| 1er–6 novembre         | Hang Loose Pro Contest              | Florianópolis, Brésil                     | 6 000  | Kanoa Igarashi       |
| 12–23 novembre         | Hawaiian Pro                        | Oahu, Hawaï                               | 10 000 | John John Florence   |
| 23–27 novembre         | Taiwan Open of Surfing              | Taitung, Taïwan                           | 1 000  | Oney Anwar           |
| 24 novembre–6 décembre | Vans World Cup                      | Sunset Beach, Hawaï                       | 10 000 | Jordy Smith          |

### Circuit féminin
| Date                | Compétition                         | Site                         | Classe | Vainqueur            |
| ------------------- | ----------------------------------- | ---------------------------- | ------ | -------------------- |
| 12–14 janvier       | Shoe City Pro                       | Huntington Beach, États-Unis | 1 000  | Maud Le Car          |
| 15–17 janvier       | Carve Pro                           | Maroubra, Australie          | 1 000  | Mikaela Greene       |
| 16–25 janvier       | Seat Pro Netanya                    | Netanya, Israël              | 1 000  | Maud Le Car          |
| 29–31 janvier       | Burleigh Pro                        | Burleigh Heads, Australie    | 1 000  | Macy Callaghan       |
| 1er–4 février       | Telstra Stores Tweed Coast Pro      | Cabarita, Australie          | 1 000  | Mikaela Greene       |
| 9–12 février        | Central Coast Pro                   | Avoca Beach, Australie       | 1 000  | Justine Dupont       |
| 15–18 février       | Komunity Project Great Lakes Pro    | Boomerang Beach, Australie   | 1 000  | Holly Wawn           |
| 22–28 février       | Taggart Women's Pro                 | Newcastle, Australie         | 6 000  | Sally Fitzgibbons    |
| 29 février–6 mars   | Aussie Bodies Women's Pro           | Sydney, Australie            | 6 000  | Nikki Van Dijk       |
| 21–28 mars          | Wahine Pipe Pro                     | North Shore d'Oahu, Hawaï    | 1 000  | Mahina Maeda         |
| 31 mars–3 avril     | Pro Zarautz                         | Zarautz, Espagne             | 1 000  | Pauline Ado          |
| 25 avril–1er mai    | Praia do Forte Pro                  | Praia do Forte, Brésil       | 1 500  | Silvana Lima         |
| 6–8 mai             | Cape Town Pro                       | Le Cap, Afrique du Sud       | 1 000  | Tanika Hoffman       |
| 23–30 mai           | Ichinomiya Chiba Open               | Ichinomiya, Japon            | 1 000  | Reika Noro           |
| 7–12 juin           | Los Cabos Open of Surf              | San José del Cabo, Mexique   | 6 000  | Bronte Macaulay      |
| 15–19 juin          | Copa El Salvador Impresionante      | La Libertad, Salvador        | 6 000  | Keely Andrew         |
| 26 juin–3 juillet   | Ballito Pro                         | Ballito, Afrique du Sud      | 1 000  | Skye Burgess         |
| 5–10 juillet        | Pro A Coruña                        | La Corogne, Espagne          | 1 000  | Ariane Ochoa         |
| 20–24 juillet       | Yumeya Surfing Games Tahara Pro     | Tahara, Japon                | 1 000  | Karelle Poppke       |
| 20–24 juillet       | Santa Cruz Pro 2016                 | Santa Cruz, Portugal         | 1 000  | Garazi Sanchez Ortun |
| 22–24 juillet       | Paul Mitchell Supergirl Pro         | Oceanside, États-Unis        | 6 000  | Coco Ho              |
| 10–14 août          | Boardmasters Cornwall               | Cornouailles, Angleterre     | 1 000  | Ella Williams        |
| 16–21 août          | Médoc Océan Lacanau Pro             | Lacanau, France              | 1 000  | Claire Bevilacqua    |
| 24–28 août          | Pro Anglet                          | Anglet, France               | 1 500  | Claire Bevilacqua    |
| 30 août–4 septembre | Pantín Classic Galicia Pro          | Valdoviño, Espagne           | 6 000  | Sage Erickson        |
| 6–11 septembre      | Azores Airlines Pro                 | São Miguel, Portugal         | 1 500  | Justine Dupont       |
| 13–18 septembre     | Quiksilver Pro Casablanca           | Casablanca, Maroc            | 1 500  | Pauline Ado          |
| 5–9 octobre         | Essential Costa Rica Open           | Esterillos Este, Costa Rica  | 3 000  | Silvana Lima         |
| 7–10 octobre        | Trump Hyuga Pro                     | Hyūga, Japon                 | 1 000  | Shino Matsuda        |
| 20–23 octobre       | White Buffalo Women's Pro           | Kamogawa, Japon              | 3 000  | Dimity Stoyle        |
| 27–30 octobre       | Maui and Sons Pichilemu Woman's Pro | Punta de Lobos, Chili        | 1 500  | Sofía Mulánovich     |
| 3–6 novembre        | Sydney International                | Sydney, Australie            | 6 000  | Silvana Lima         |